# لیژر ویلیج وست-پاین پارک (نیوجرسی)
لیژر ویلیج وست-پاین پارک (به انگلیسی: Leisure Village West-Pine Lake Park) یک منطقهٔ مسکونی در ایالات متحده آمریکا است که در شهرستان اوشن، نیوجرسی واقع شده‌است. لیژر ویلیج وست-پاین پارک ۹٫۸ کیلومتر مربع مساحت و ۱۱٬۰۸۵ نفر جمعیت دارد.